# Anna Atkins
Anna Atkins, född Children den 16 mars 1799 i Tonbridge i Kent, död 9 juni 1871 i Sevenoaks i Kent, var en engelsk botaniker och fotograf. Med hennes bok Photographs of British Algae: Cyanotype Impressions (1843), anses hon ofta vara den första som publicerade en bok illustrerad med fotografier. Vissa källor hävdar att hon var den första kvinna som skapade ett fotografi. Metoden hon använde sig av var cyanotypi.